# 2013年の千葉ロッテマリーンズ
2013年の千葉ロッテマリーンズでは、2013年シーズンについての千葉ロッテマリーンズの動向をまとめる。
この年の千葉ロッテマリーンズは、伊東勤監督の1年目のシーズンである。チームスローガンは「翔破〜頂点を目指して〜」。

## 概要
前年、リーグ5位に終わったロッテは、2004年に西武を日本一に導いた伊東勤を監督に迎えて、このシーズンに臨んだ。4月は5割で終えたが、5月に入ると8連勝して、首位に立った。しかし、6月・7月に調子を落として、7月初めに楽天に首位を奪われると、そのままゲーム差を離され、シーズン終了まで西武やソフトバンクとのAクラス争いに終始した。シーズン終盤、長く2位をキープしていたが、10月に7連勝をした西武に最終的に抜かれ、3位でレギュラーシーズンを終えた。クライマックスシリーズではファーストステージで西武を破り、ファイナルステージに進出したが、ファイナルステージで楽天に敗れ、シーズンを終えた。

## チーム成績

### レギュラーシーズン
| 1    | 遊   | 根元俊一 |
| 2    | 左   | 角中勝也 |
| 3    | 三   | 今江敏晃 |
| 4    | 二   | 井口資仁 |
| 5    | 一   | 福浦和也 |
| 6    | 指   | サブロー |
| 7    | 右   | 清田育宏 |
| 8    | 捕   | 金澤岳   |
| 9    | 中   | 岡田幸文 |
| 投手 | 投手 | 成瀬善久 |

| 順位      | 4月終了時         | 4月終了時         | 5月終了時           | 5月終了時           | 6月終了時         | 6月終了時         | 7月終了時           | 7月終了時           | 8月終了時         | 8月終了時         | 最終成績          | 最終成績          |
| --------- | ----------------- | ----------------- | ------------------- | ------------------- | ----------------- | ----------------- | ------------------- | ------------------- | ----------------- | ----------------- | ----------------- | ----------------- |
| 1位       | 西武              | --                | ロッテ              | --                  | ロッテ            | --                | 楽天                | --                  | 楽天              | --                | 楽天              | --                |
| 2位       | ロッテ            | 4.5               | 楽天                | 3.0                 | 楽天              | 2.0               | 西武                | 5.5                 | ロッテ            | 4.5               | 西武              | 7.5               |
| 3位       | ソフトバンク      | 5.0               | 西武                | 3.0                 | ソフトバンク      | 4.0               | ロッテ              | 5.5                 | ソフトバンク      | 7.5               | ロッテ            | 8.5               |
| 4位       | 日本ハム          | 5.5               | ソフトバンク        | 5.0                 | 西武              | 5.5               | ソフトバンク        | 7.5                 | 西武              | 9.0               | ソフトバンク      | 9.0               |
| 5位       | 楽天              | 6.0               | オリックス          | 6.5                 | 日本ハム          | 6.5               | オリックス          | 9.0                 | 日本ハム          | 11.5              | オリックス        | 15.0              |
| 6位       | オリックス        | 6.0               | 日本ハム            | 10.5                | オリックス        | 8.0               | 日本ハム            | 11.0                | オリックス        | 14.5              | 日本ハム          | 18.5              |
| 期間 成績 | 13勝13敗 勝率.500 | 13勝13敗 勝率.500 | 15勝5敗1分 勝率.750 | 15勝5敗1分 勝率.750 | 10勝10敗 勝率.500 | 10勝10敗 勝率.500 | 6勝13敗1分 勝率.316 | 6勝13敗1分 勝率.316 | 16勝11敗 勝率.593 | 16勝11敗 勝率.593 | 12勝16敗 勝率.429 | 12勝16敗 勝率.429 |

| 順位 | 球団                         | 勝 | 敗 | 分 | 勝率 | 差   |
| 1位  | 東北楽天ゴールデンイーグルス | 82 | 59 | 3  | .582 | 優勝 |
| 2位  | 埼玉西武ライオンズ           | 74 | 66 | 4  | .529 | 7.5  |
| 3位  | 千葉ロッテマリーンズ         | 74 | 68 | 2  | .521 | 8.5  |
| 4位  | 福岡ソフトバンクホークス     | 73 | 69 | 2  | .514 | 9.5  |
| 5位  | オリックス・バファローズ     | 66 | 73 | 5  | .475 | 15.0 |
| 6位  | 北海道日本ハムファイターズ   | 64 | 78 | 2  | .451 | 18.5 |

| 順位 | 球団                         | 勝 | 敗 | 分 | 勝率 | 差   |
| 1位  | 福岡ソフトバンクホークス     | 15 | 8  | 1  | .652 | 優勝 |
| 2位  | 東北楽天ゴールデンイーグルス | 15 | 9  | 0  | .625 | 0.5  |
| 3位  | 読売ジャイアンツ             | 13 | 10 | 1  | .565 | 2.0  |
| 4位  | 北海道日本ハムファイターズ   | 13 | 10 | 1  | .565 | 2.0  |
| 5位  | 千葉ロッテマリーンズ         | 13 | 10 | 1  | .565 | 2.0  |
| 6位  | オリックス・バファローズ     | 13 | 10 | 1  | .565 | 2.0  |
| 7位  | 阪神タイガース               | 12 | 11 | 1  | .522 | 3.0  |
| 8位  | 広島東洋カープ               | 11 | 13 | 0  | .458 | 4.5  |
| 9位  | 埼玉西武ライオンズ           | 11 | 13 | 0  | .458 | 4.5  |
| 10位 | 中日ドラゴンズ               | 10 | 13 | 1  | .435 | 5.0  |
| 11位 | 東京ヤクルトスワローズ       | 7  | 16 | 1  | .304 | 8.0  |
| 12位 | 横浜DeNAベイスターズ         | 7  | 17 | 0  | .292 | 8.5  |

### クライマックスシリーズ
| 日付                       | 試合  | ビジター球団（先攻） | スコア | ホーム球団（後攻） | 開催球場   |
| 10月12日（土）             | 第1戦 | 千葉ロッテマリーンズ | 11－1  | 埼玉西武ライオンズ | 西武ドーム |
| 10月13日（日）             | 第2戦 | 千葉ロッテマリーンズ | 0－15  | 埼玉西武ライオンズ | 西武ドーム |
| 10月14日（月）             | 第3戦 | 千葉ロッテマリーンズ | 4－1   | 埼玉西武ライオンズ | 西武ドーム |
| 勝者：千葉ロッテマリーンズ |       |                      |        |                    |            |

| 日付                               | 試合           | ビジター球団（先攻） | スコア   | ホーム球団（後攻）           | 開催球場                         |
| アドバンテージ                     | アドバンテージ | 千葉ロッテマリーンズ |          | 東北楽天ゴールデンイーグルス |                                  |
| 10月16日（水）                     | 第1戦          | 千葉ロッテマリーンズ | 0 - 2    | 東北楽天ゴールデンイーグルス | 日本製紙クリネックスタジアム宮城 |
| 10月17日（木）                     | 第2戦          | 千葉ロッテマリーンズ | 4 - 2    | 東北楽天ゴールデンイーグルス | 日本製紙クリネックスタジアム宮城 |
| 10月18日（金）                     | 第3戦          | 千葉ロッテマリーンズ | 0 - 2    | 東北楽天ゴールデンイーグルス | 日本製紙クリネックスタジアム宮城 |
| 10月19日（土）                     | 第4戦          | 雨天中止             | 雨天中止 | 雨天中止                     | 日本製紙クリネックスタジアム宮城 |
| 10月20日（日）                     | 第4戦          | 千葉ロッテマリーンズ | 5－8     | 東北楽天ゴールデンイーグルス | 日本製紙クリネックスタジアム宮城 |
| 勝者：東北楽天ゴールデンイーグルス |                |                      |          |                              |                                  |

## できごと
- 1月10日 - 2013年のチームスローガン「翔破 〜頂点を目指して〜」を発表[1]
- 3月25日 - 田中雅彦とヤクルトの川本良平の交換トレードが発表された[2]
- 4月16日 - 井口資仁が対日本ハム3回戦（札幌ドーム）の7回表に森内壽春からソロ本塁打を打ち、日米通算250本塁打を達成[3]
- 5月12日 - 加藤翔平が対楽天戦(QVCマリン)で3回にプロ入り初打席に立ち、初球を右翼へ本塁打。プロ入り初打席初球本塁打は日本プロ野球史上7人目、新人では1950年の東急フライヤーズの塩瀬盛道以来63年ぶり2人目[4]
- 5月30日 - 古谷拓哉がイースタン・リーグの対DeNA戦（平塚球場）でノーヒットノーランを達成。リーグ史上22度目[5]
- 5月31日 - 益田直也が対巨人戦（QVCマリン）に登板し、2リーグ制以降の日本プロ野球タイ記録の月間18試合登板と、球団新記録の月間10セーブ[6]
- 6月1日 - 成瀬善久が対巨人戦(QVCマリン)の3回に寺内崇幸からNPB通算1000奪三振、史上134人目[7]
- 6月22日 - 元阪神のクレイグ・ブラゼルを獲得した事を発表[8]
- 6月22日 - 井口資仁が対日本ハム戦でNPB通算1500試合出場、史上178人目[9]
- 6月26日 - 古谷拓哉が対オリックス戦（京セラドーム）で9回2死まで無安打無得点としながら、坂口智隆に三塁打を打たれてノーヒットノーランを逃す。あと一人で逃したのは日本プロ野球史上22人目（24度目）、ロッテでは3人目（4度目）。あと一人で三塁打を打たれて逃したのは史上初[10]
- 7月9日 - 井口資仁が対オリックス戦でNPB通算300二塁打、史上60人目[11]
- 7月27日 - 井口資仁が対楽天戦で日米通算2000本安打（NPB1506、MLB494）。日本人による日米通算2000安打は史上5人目[12]
- 7月31日 - 育成選手の黒沢翔太の支配下選手登録が公示、背番号は43[13]
- 8月22日 - 対西武戦(QVCマリン)の3回に、井口資仁と鈴木大地がそれぞれ満塁本塁打。2満塁本塁打が1イニングで出たのは史上5度目、1試合では史上23度目[14]
- 9月9日 - 益田直也が対西武戦（QVCマリン）でシーズン60試合登板。新人から2年連続は史上4人目。この試合の観客動員数は6729人で、チケットの発券枚数を元にした発表となった2005年以降では最少[15]
- 9月19日 - 小野晋吾が今季限りでの現役引退を発表[16]
- 9月29日 - 薮田安彦の今季限りでの現役引退を発表[17]
- 10月3日 - 吉見祐治、橋本健太郎、山本徹矢、山室公志郎、青野毅、工藤隆人に戦力外通告したことを発表。またディッキー・ゴンザレス、ジョシュ・ホワイトセルと来季の契約を結ばない事も発表[18]
- 10月4日 - ソフトバンクが対日本ハム戦（札幌ドーム）で4対5で敗れた為、この日試合のなかったロッテの3年ぶりのクライマックスシリーズ進出が決定[19]
- 10月11日 - Twitterで三鷹市で起きた女子高生刺殺事件に関連すると見られる不適切な発言をしたとして、神戸拓光をキャンプ地から呼び戻して自宅謹慎処分とした[20]
- 10月12日 - パ・リーグのクライマックスシリーズのファーストステージ、西武対ロッテ（西武ドーム）第1戦は、11対1でロッテが勝利し、西野勇士が育成出身選手としては史上初のCSで勝利投手[21]またロッテの加藤翔平がCS初打席で初本塁打を記録、加藤は今年5月にシーズン公式戦初打席初本塁打を放っており、両方で記録は日本プロ野球史上初[22]ロッテの11長打（3本塁打、2三塁打、5二塁打）はプレーオフ新記録[23]
- 10月14日 - パ・リーグのクライマックスシリーズのファーストステージ、西武対ロッテ第3戦は（西武ドーム）、ロッテが4対1で勝利し2勝1敗でファイナルステージ進出決定[24]
- 10月20日 - 二軍打撃コーチの長嶋清幸が辞意を申し入れ、退団する事を発表[25]
- 10月22日 - 神戸拓光がTwitterで不適切な発言をしていたとされる問題で、発言は神戸が委託していたTwitter管理人が独自に作成、掲載したもので神戸は認知してなかったと発表し、神戸に10月31日までの自宅謹慎を申しつけた[26]
- 10月23日 - 二軍バッテリーコーチの山中潔と来季の契約をしない事を発表[27]
- 10月28日 - 二軍打撃コーチに山下徳人が就任した事を発表[28]
- 11月1日 - コーチ陣を発表し、二軍投手コーチの川越英隆が一軍投手コーチに、一軍投手コーチの斉藤明雄が二軍投手コーチにそれぞれ配置転換[29]
- 11月4日 - 渡辺俊介のMLBへの挑戦の希望をうけて、来季の契約をしない事を発表[30]
- 11月18日 - ウィル・レデズマと来季の契約を結ばないことを発表[31]
- 11月27日 - 新外国人選手のニューヨーク・ヤンキースのルイス・クルーズの獲得を発表[32]
- 11月30日 - 以下の選手の背番号を変更したことを発表。鈴木大地が35から7、金澤岳が62から25、小池翔大が24から57[33]
- 12月5日 - 球団社長に山室晋也が2014年1月1日付で就任することを発表[34]
- 12月12日 - 西野勇士の背番号が67から29への変更を発表[35]
- 12月14日 - 新外国人選手のチャッド・ハフマンの獲得を発表[36]
- 12月18日 - 西武からFAの涌井秀章と契約に合意したことを発表[37]

## 入団・退団

### シーズン開幕前
本節では、前シーズン終了後から本シーズン開幕までの入退団について記述する。

#### 入団
| 選手名     | 背番号 | 前所属                       | 備考               |
| 投手       | 投手   | 投手                         | 投手               |
| ---------- | ------ | ---------------------------- | ------------------ |
| 松永昂大   | 28     | 大阪ガス                     | ドラフト1位        |
| 川満寛弥   | 36     | 九州共立大学                 | ドラフト2位        |
| ゴンザレス | 40     | 読売ジャイアンツ             | 自由契約           |
| 捕手       |        |                              |                    |
| 川本良平   | 39     | 東京ヤクルトスワローズ       | 田中雅彦とトレード |
| 田村龍弘   | 45     | 光星学院高                   | ドラフト3位        |
| 外野手     |        |                              |                    |
| G.G.佐藤   | 48     | ロキテクノベースボールクラブ | NPB復帰            |
| 加藤翔平   | 65     | 上武大学                     | ドラフト4位        |

#### 退団
| 選手名             | 去就                                             |
| 投手               | 投手                                             |
| ------------------ | ------------------------------------------------ |
| 山本一徳           | 北海道日本ハムファイターズ球団職員               |
| 林啓介             | 阪神タイガース育成                               |
| 光原逸裕           | ベースボールスクール代表                         |
| 松本幸大           | オリックス・バファローズ                         |
| 秋親               | 社会人・ミキハウスREDS                           |
| ペン               | 米・ブリッジポート・ブルーフィッシュ             |
| マシス             | 米・マーリンズ傘下マイナー                       |
| 捕手               |                                                  |
| 田中雅彦           | 川本良平とトレードで東京ヤクルトスワローズに移籍 |
| 的場直樹           | 福岡ソフトバンクホークススカウト                 |
| 内野手             |                                                  |
| 渡辺正人           | BCリーグ・信濃守備走塁コーチ兼任選手             |
| 今岡誠             | 野球解説者                                       |
| 外野手             |                                                  |
| 南竜介             |                                                  |
| 育成選手           |                                                  |
| 山口祥吾（投手）   | BCリーグ・新潟                                   |
| 石田淳也（投手）   | 少年野球指導者                                   |
| 鈴江彬（投手）     |                                                  |
| 生山裕人（内野手） |                                                  |
| 蔡森夫（内野手）   | 台湾・義大                                       |
| 木本幸広（外野手） | 野球塾コーチ                                     |

### シーズン開幕後
本節では、本シーズン開幕後から本シーズン終了までの入退団について記述する。

#### 入団
| 選手名             | 背番号 | 前所属                     | 備考                              |
| ------------------ | ------ | -------------------------- | --------------------------------- |
| ブラゼル（内野手） | 32     | 米・セントポール・セインツ | 日本球界復帰。6月22日、入団発表。 |

## 選手・スタッフ
| - 背番号変更 - 根元俊一 32→2 - 黒沢翔太 121→43 - 西野勇士 131→67 | - 育成→支配下 - 黒沢翔太 - 西野勇士 |

## 獲得タイトル
| タイトル       | 選手     | 成績 |
| -------------- | -------- | ---- |
| 最多セーブ投手 | 益田直也 | 33S  |

## ドラフト
| 順位             | 選手名   | 守備位置 | 所属         | 結果 |
| ---------------- | -------- | -------- | ------------ | ---- |
| 1位              | 石川歩   | 投手     | 東京ガス     | 入団 |
| 2位              | 吉田裕太 | 捕手     | 立正大学     | 入団 |
| 3位              | 三木亮   | 内野手   | 上武大学     | 入団 |
| 4位              | 吉原正平 | 投手     | 日本生命     | 入団 |
| 5位              | 井上晴哉 | 内野手   | 日本生命     | 入団 |
| 6位              | 二木康太 | 投手     | 鹿児島情報高 | 入団 |
| 育成選手ドラフト |          |          |              |      |
| 順位             | 選手名   | 守備位置 | 所属         | 結果 |
| 1位              | 肘井竜蔵 | 捕手     | 兵庫・北条高 | 入団 |